# Elisabeta Polihroniade
Elisabeta Polihroniade (z domu Ionescu, ur. 24 kwietnia 1935 w Bukareszcie, zm. 23 stycznia 2016) – rumuńska szachistka, dziennikarka i sędzia klasy międzynarodowej, arcymistrzyni od 1982 roku.

## Kariera szachowa
W latach 60. i 70. XX wieku należała do grona najlepszych szachistek rumuńskich. Jest multimedalistką indywidualnych mistrzostw swojego kraju: złote medale zdobyła siedmiokrotnie (1966, 1970, 1971, 1972, 1975, 1976, 1977), srebrne - dziewięciokrotnie natomiast brązowe - dwukrotnie. Pomiędzy 1966 a 1988 dziesięciokrotnie wystąpiła na szachowych olimpiadach (w tym 5 razy na I szachownicy), zdobywając 9 medali: 6 wraz z drużyną (srebrne - 1966, 1972, 1974, 1982; brązowe - 1984, 1986) oraz 3 indywidualnie (złote - 1966, 1982, srebrny - 1984).
Największy indywidualny sukces osiągnęła w roku 1961, zajmując X miejsce w turnieju pretendentek we Vrnjackiej Banji (wynik ten odpowiadał wówczas jedenastej pozycji na świecie). W późniejszych latach trzykrotnie brała udział w turniejach międzystrefowych, najlepszy wynik osiągając w Rio de Janeiro w roku 1979, gdzie podzieliła wraz z Giselą Fischdick IV miejsce, z którą - po rezygnacji z udziału w tym cyklu rozgrywek Ałły Kusznir - rozegrała dodatkowy mecz o prawo do dalszej rywalizacji o awans do meczów pretendentek (spotkanie zakończyło się wynikiem 3 - 3, ale do dalszego etapu awansowała Fischdick z powodu lepszej punktacji dodatkowej w turnieju międzystrefowym).
Wielokrotnie brała udział w turniejach międzynarodowych, sukcesy odnosząc m.in. w Sinai (1960, turniej strefowy, II m.), Budapeszcie (1969, dz. II m.), Sofii (1969, dz. I m.), Vrnjackiej Banji (1970, turniej strefowy, dz. I m. i 1971, dz. I m.), Braszowie (1972, III m.), Wijk aan Zee (1973, turniej strefowy, dz. I m.), Timișoarze (1973, II m.) oraz w Zalaegerszeg (1979, turniej strefowy, dz. II m.).
Znaczne sukcesy osiągnęła również w rozgrywkach w szachach korespondencyjnych, m.in. w roku 1977 zajęła IV miejsce w II finale indywidualnych mistrzostw świata kobiet.
Była wydawcą i redaktorem naczelnym czasopisma Gambit. W latach 1976–1989 prowadziła cotygodniowy program szachowy w rumuńskiej telewizji. Od roku 1986 posiada również uprawnienia sędziego międzynarodowego, sędziowała m.in. mecz pomiędzy Anatolijem Karpowem i Andreiem Istrățescu (Bukareszt 2005).

## Publikacje
- Meciul secolului, Fischer-Spasski (1974, wraz z Constantinem Ștefaniu)
- Olimpiadele în alb și negru (1976)
- Campionii de șah ai lumii (1980)
- Primii pași în șah (1982, wraz z Tiberiu Rădulescu)
- Șahul pentru toți (1984)
- 64 premii de frumusețe în șah (1990)